# البرك (الرضمة)

تعديل مصدري - تعديل

البرك محلة تابعة لقرية مزيج، التابعة لعزلة كحلان بمديرية الرضمة إحدى مديريات محافظة إب في الجمهورية اليمنية.، بلغ تعداد سكانها 36 حسب تعداد اليمن لعام 2004.